# Animal (album de Kesha)
Animal este primul album de studio lansat de Kesha. A fost lansat pe 1 ianuarie 2010.  Albumul a debutat pe numărul unu în Canada și Statele Unite. 
Kesha înregistrase demo-uri de câțiva ani, când una dintre demonstrațiile ei a ajuns în mâinile lui Samantha Cox, director senior al relațiilor scriitor / editor la BMI. Cox, care a mai lucrat cu Kesha, a trecut de-a lungul demonstrațiilor unui prieten de la BMI, care l-a transmis managerului Lukasz Gottwald, cunoscut sub numele de Dr. Luke. La vârsta de optsprezece ani, Kesha a semnat cu casa de discuri a lui  Dr. Luke, Kemosabe Records, și cu firma sa de editare, Prescription Songs. Luke era ocupat cu alte proiecte în acel moment, iar Kesha a încheiat în cele din urmă semnătura cu compania de administrare a lui David Sonenberg, DAS. În timp ce lucra la DAS, a lucrat cu mai mulți scriitori și producători de top, dar rareori a lucrat cu sau chiar a vorbit cu Luke. DAS a căutat pentru Kesha un acord de etichetă, în ciuda faptului că încă se afla într-un contract semnat cu Luke. Kara DioGuardi, reprezentantă a artiștilor și repertoriului (A&R) pentru Warner, a fost, de asemenea, interesată să semneze Kesha, însă acordul nu a reușit niciodată din cauza contractului cu Luke. La scurt timp după aceea, Kesha și DAS s-au despărțit și Kesha s-a reîntâlnit cu Luke.
La sfârșitul anului 2008, Luke lucra la o pistă cu Flo Rida numită  Right Round , iar cei doi au decis că au nevoie de un cârlig pentru femei. Luke a decis să  o facă pe Kesha să cânte melodia și în două luni, a fost un succes, numărul unu în mai multe țări din întreaga lume. Evenimentul a făcut ca Kesha să fie căutată de multe case de discuri importante și, în cele din urmă, a semnat un acord cu mai multe albume cu RCA Records. Kesha a explicat că a ales să semneze cu compania deoarece s-a înțeles foarte bine cu directorul RCA A&R, Rani Hancock, explicând că „Rani nu încearcă niciodată să mă cenzureze și îmi place să fiu înconjurat de femei puternice și inteligente”.
Kesha lucra la Animal de șapte ani înainte de lansare și scrisese peste 200 de melodii pentru album. Abundența materialului l-a extins de la cele douăsprezece piese planificate inițial la paisprezece. Kesha a simțit că albumul are un mesaj împuternicitor și lipsit de griji pentru tinerele femei. „Pentru fete, cred că este o înregistrare împuternicitoare, este amuzant, este obraznic”, a spus ea. „Cred că oamenii trebuie să se distreze cu orice fac - machiaj, hainele lor, muzică, spectacole live - orice nu trebuie să luați prea în serios, să nu luați prea în serios”.  Când a fost întrebată ce legătură are albumul cu viața ei, Kesha a explicat că albumul era complet autobiografic. „Scriu doar despre ceea ce trăiesc - la propriu" 
Ea citează piesele sale Stephen și Dinosaur ca exemple în acest sens. Ea a explicat: „Este vorba despre acest tip pe care îl urmăresc de la 15 ani. Am scris piesa când aveam 16 ani cu mama mea și mi-am spus: „Piesa asta e atât de stupidă, știu că este”. „Dinosaur” a apărut „despre acest bătrân care se lovea de mine, iar eu îmi spuneam:„ Doamne, ești atât de bătrân, ești preistoric, tu ” ești ca un dinozaur. DINOSA-ești un dinozaur. "Vorbind despre genul albumului Kesha a declarat:" Cred, din punct de vedere sonic, că următorul disc ar putea fi în desfășurare. Eu și fratele meu aveam o trupă de punk și am iubit muzica pop și mi-a plăcut muzica atrăgătoare, dar cred că sunt, de asemenea, posedată de ceea ce unii critici ar putea considera drept muzică pop stupidă. Cred că am mai multe rahaturi de oferit, așa că cred că „ Animal ” este o continuare drăguță în următorul disc, sperăm. ”

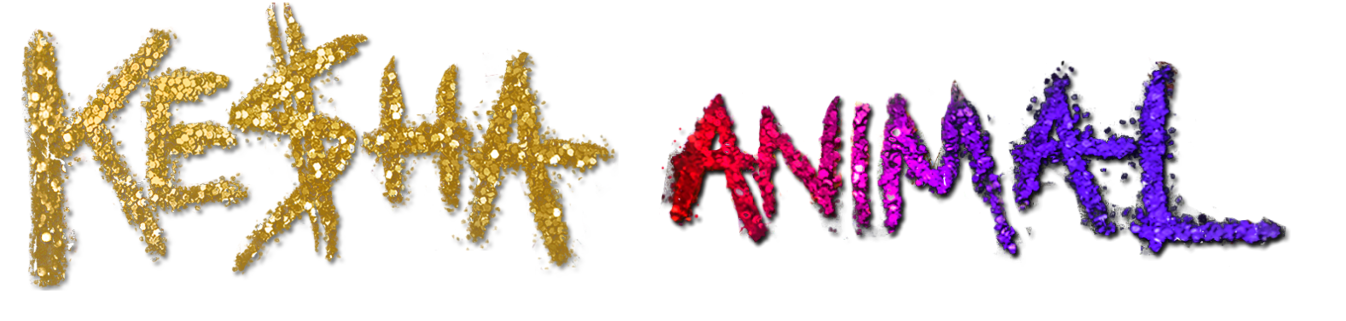
Logo-ul albumului

### Single-uri
- Tik tok

- Blah blah blah
- Your love is my drug
- Take it off

### Tracklist
| 1.              | Your love is my drug           | 3:06  |  |
| 2.              | TiK ToK                        | 3:19  |  |
| 3.              | Take it off                    | 3:35  |  |
| 4.              | KI$$ N TELL                    | 3:27  |  |
| 5.              | Stephen                        | 3:32  |  |
| 6.              | Blah Blah Blah (feat. 3OH! 3 ) | 2:52  |  |
| 7.              | Hungover                       | 3:52  |  |
| 8.              | Party At A Rich Dude's House   | 2:55  |  |
| 9.              | Back$tabber                    | 3:06  |  |
| 10.             | Blind                          | 3:17  |  |
| 11.             | D.I.N.O.$.A.U.R                | 2:55  |  |
| 12.             | Dancing with tears in my eyes  | 3:29  |  |
| 13.             | boots & boys                   | 2:56  |  |
| 14.             | Animal                         | 3:57  |  |
| Lungime totală: | Lungime totală:                | 46:18 |  |

### Piste bonus
| Nu. | Titlu                                                                             | Lungime |  |
| 15. | VIP (bonus track din Marea Britanie, Irlanda, japoneză și australiană)            | 3:57    |  |
| 16. | C U Next Tuesday (bonus track japonez și australian)                              | 3:52    |  |
| 17. | Dirty Picture pt. 2 (feat. Taio Cruz) (bonus track din Marea Britanie și Irlanda) | 3:39    |  |
| 18. | TiK ToK (Wolfedelic club mix) (bonus bonus japonez și australian)                 | 6:16    |  |
| 19. | TiK ToK (remixul clubului Fred Falke) (bonus track japonez și australian)         | 6:42    |  |

### Ediție limitată japoneză și DVD ediție Deluxe australiană
| Nu. | Titlu                                                       | Lungime |  |
| 1.  | „Dinosaur” (live în Londra)                                 |         |  |
| 2.  | „Blah Blah Blah” (live în Londra)                           |         |  |
| 3.  | "Party at a rich dude's house" (live la Londra)             |         |  |
| 4.  | „Tik Tok” (live în Londra)                                  |         |  |
| 5.  | „Blah Blah Blah” (videoclip muzical)                        |         |  |
| 6.  | „Tik Tok” (videoclip muzical)                               |         |  |
| 7.  | „Your love is my drug” (videoclip muzical; numai Australia) |         |  |
| 8.  | „Manchester” (Webisode – Kesha on the Road)                 |         |  |
| 9.  | „Vitrina” (Webisode – Kesha on the Road)                    |         |  |
| 10. | „Londra” (Webisode – Kesha on the Road)                     |         |  |
| 11. | „Amsterdam” (Webisode – Kesha on the Road)                  |         |  |
| 12. | „GAY” (Webisode – Kesha on the Road)                        |         |  |
| 13. | „În spatele scenei la TVC” (Webisode – Kesha on the Road)   |         |  |